# Pandix
Pandix è un motore scacchistico commerciale.

## Caratteristiche
Scritto in linguaggio C, è stato sviluppato a partire dal 1984 da Gyula Horváth, con contributi di sua moglie Zsuzsa (dal 1986, soprattutto nell'attività di testing e nel design delle interfacce grafiche per le versioni commerciali) e con il libro di apertura curato da Csaba Szûts (a partire dal 1993). Nato come progetto amatoriale, il motore ha una lunga storia di competizioni di alto livello, iniziate con il WMCCC del 1987.
Pandix è stato commercializzato negli anni novanta nella versione per MS-DOS su PC IBM x86, munito di una interfaccia grafica. Dopo oltre una decina d'anni di inattività nello sviluppo e nella partecipazione ai tornei, tra il 1995 e il 2006, Gyula Horváth ha ripreso lo sviluppo migliorando notevolmente il software e tornando a competere a livello internazionale. Nel 2013 ChessBase ha incluso il software di Horváth come motore per il suo software Fritz 14, sostituendo di fatto il vero motore Fritz, di cui il programma conserva però il nome commerciale.

## Risultati
Pandix ha partecipato a cinque World Microcomputer Chess Championships, sette World Computer Chess Championship, tre World Chess Software Championships, tre edizioni degli Aegon Tournaments e diverse degli Hungarian Chessprogram Open, International Computer Chess Tournament e Dutch Open Computer Chess Championship. Dopo una lunga inattività, Pandix è tornato a competere partecipando al DOCCC 2008 e al WCCC 2009. Aggiornato con il supporto per il protocollo UCI, ha ottenuto buoni risultati al WCCC 2010. Nel giugno 2011 ha vinto l'ICT 2011 con un punteggio di 7/7, e nel luglio dello stesso anno ha vinto il WCRCC 2011.
Al WCSC 2013, tenutosi a Yokohama, ha ottenuto un secondo posto ex aequo con Junior, mezzo punto sotto il vincitore HIARCS, realizzando una buona seconda frazione con un punteggio di 4½/5. Ha ottenuto un quarto posto al WCCC 2013.